# Alex Barron (Jongleur)
Alex Barron (* 29. Oktober 1993 in London, Vereinigtes Königreich) ist ein britischer Jongleur. Er ist besonders durch seine Leistungen im Numbers Juggling bekannt.
Barron begann 2006 mit dem Jonglieren. Er ist weltweit führend im Jonglieren von mehr als neun Bällen. Barron ist die erste und bisher einzige Person überhaupt, die elf Bälle jongliert hat, sowie  13 und 14 Bälle geflasht hat.
Im August 2010, im Alter von 16 Jahren, stellte Barron seinen ersten Weltrekord auf, indem er 15 Catches mit 11 Bällen erreichte, und damit Bruce Sarafians Weltrekord von 2001 egalisierte.
Barron hält die folgenden Weltrekorde (Stand: 2017):
- 10 Bälle: 33 Catches (2017)
- 11 Bälle: 33 Catches (2017)
- 12 Bälle: 20 Catches (2017)
- 13 Bälle: 15 Catches (2013)
- 14 Bälle: 14 Catches (2017)

Barron erhielt 2017 seinen Master of Science in Künstlicher Intelligenz von der Stanford University.